# Grund (Hilchenbach)
Grund ist ein Stadtteil von Hilchenbach im Kreis Siegen-Wittgenstein, Nordrhein-Westfalen.

## Geographische Lage
Grund liegt im Rothaargebirge etwa 3,3 Kilometer südsüdöstlich des Kernorts von Hilchenbach. Durch das im Naturpark Sauerland-Rothaargebirge gelegene und zum Siegerland gehörende Dorf fließt der Insbach als südöstlicher Ferndorfzufluss. Östlich oberhalb von Grund verläuft die Bundesstraße 508, zu der die durch das Dorf verlaufende Kreisstraße 31 führt. Ostnordöstlich des Dorfs liegt oberhalb der B 508 die Burgruine Ginsburg mit dem dort vorbeiführenden Rothaarsteig und der etwas östlich der Burgruine im Schlossberg-Tunnel (270 m lang) verlaufenden Bahnstrecke Kreuztal–Cölbe mit nahem Anschluss am Bahnhof des 1,65 km nördlich gelegenen Dorfs Vormwald.

## Geschichte
Der Ort wurde im Jahr 1344 erstmals urkundlich erwähnt. Bis zur kommunalen Neugliederung am 1. Januar 1969 gehörte er dem Amt Keppel an.

## Sehenswürdigkeiten

### Ginsburg
Die Ginsburg, ostnordöstlich hoch über Grund auf dem Schlossberg (587,6 m ü. NN) gelegen, ist die Ruine einer 1255 erstmals erwähnten Höhenburg. Teile dieser Gipfelburg wurden in den 1960er-Jahren rekonstruiert; darunter der Bergfried. In einer Etage des Turms befindet sich eine Zweigstelle des Hilchenbacher Standesamts. Die Aussichtsplattform des Turms in etwa 14 Metern Höhe bietet eine Fernsicht über Teile des Rothaargebirges, des südlichen Sauerlandes und des Siegerlandes.

### Jung-Stillings Geburtshaus

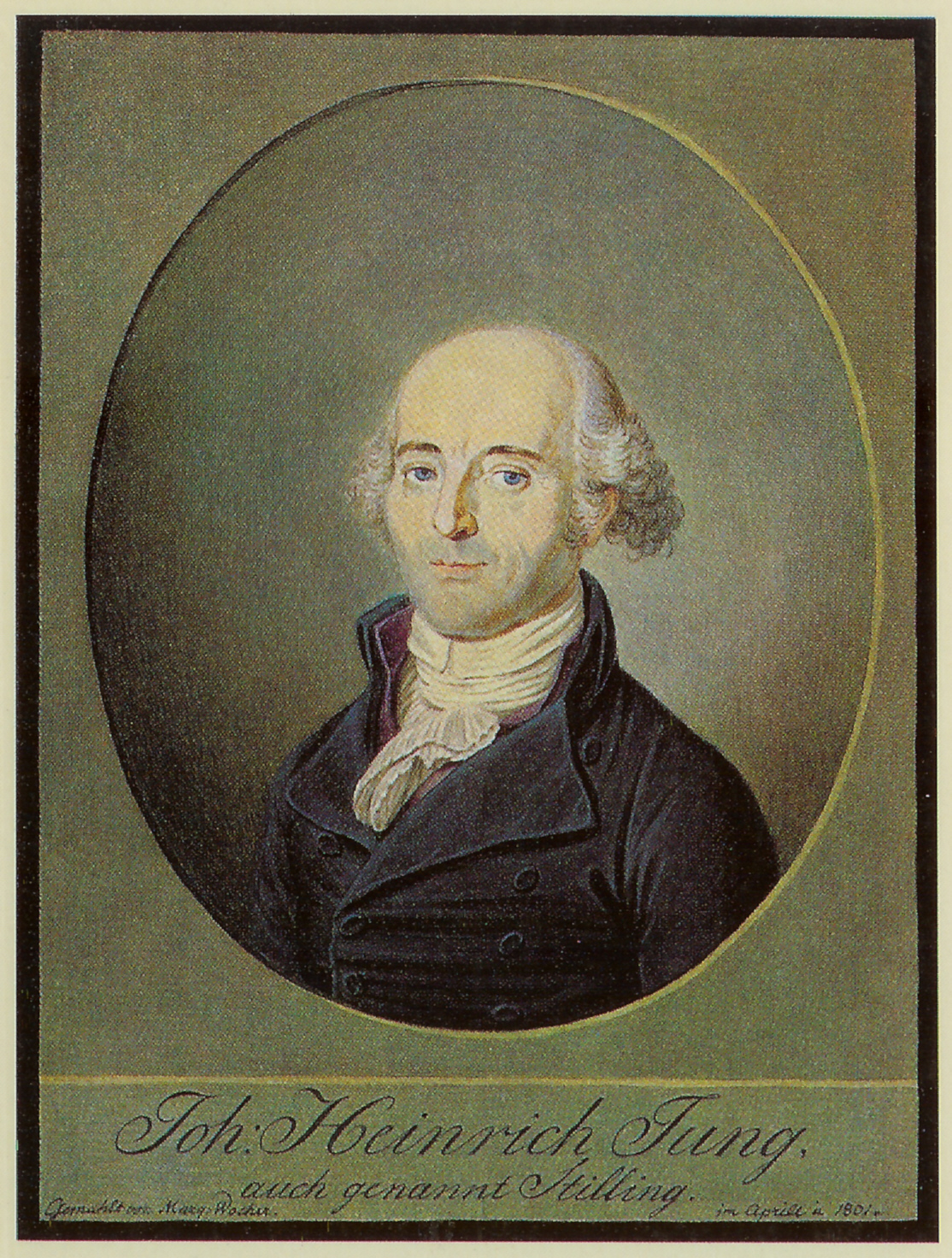
Johann Heinrich Jung, genannt Jung-Stilling, 1801 (60-jährig); das Aquarell von Marquard Wocher (1760–1830) befindet sich im Kupferstichkabinett Basel.

Das Geburtshaus von Johann Heinrich Jung-Stilling (1740–1817) mit Gedenktafel und Gedenkzimmer befindet sich in Grund. Jung-Stilling war der Erste, der am lebendigen Auge operiert hat.

### Jung-Stilling-Pfad
Der Jung-Stilling-Pfad verbindet das Geburtshaus von Jung-Stilling mit der Ginsburg. Er führt, die Bundesstraße 508 kreuzend, durch die heimischen Wälder in zwei Etappen auf den Giller.

### Giller und Ginsberger Heide
Der Giller (653,7 m ü. NN) ist ein Berg, der zwar entfernungsmäßig näher am Ortsteil Lützel liegt, vermessungstechnisch jedoch zu Grund gehört. Auf dem Berg steht der Gillerturm, von dem sich eine Aussicht unter anderem über das Siegerland, das Sauerland und Wittgenstein bietet.
Nordwestlich des Berges liegt die unter Naturschutz stehende Ginsberger Heide mit seltener Flora und Fauna. An deren Westrand steht das Gillerheim, eine Art Jugendherberge, in der Schüler mehr über die Pflanzen und Tiere des Rothaargebirges lernen können. Angegliedert ist ein Sportplatz, auf dem jeweils einmal im Jahr seit 1907 das Gillerbergturnfest als größtes Bergturnfest im deutschsprachigen Raum und seit 1991 das Festival KulturPur mit Künstlern unter anderem aus den Bereichen Musik und Comedy stattfindet.

## Persönlichkeiten
- Johann Heinrich Jung-Stilling, genannt Jung-Stilling (1740–1817), Augenarzt, Wirtschaftswissenschaftler und Schriftsteller
- Martin Born (parteilos), derzeitiger Ortsvorsteher[4]
- Mario Saßmannshausen, American Footballer bei Frankfurt Universe (2018)